# مأنوس کاتراکیس
اِمانوئل (مأنوس) کاتراکیس (به انگلیسی: Manos Katrakis) بازیگر تئاتر و سینمای اهل کشور یونان بود. وی علاوه بر بازیگری، در جوانی به فوتبال علاقهٔ فراوانی داشت.